# Joël Veltman
Joël Veltman (nascut el 15 de gener de 1992) és un futbolista neerlandès que juga com a defensa central al Brighton & Hove Albion Football Club, i per l'equip nacional dels Països Baixos.
El 13 de maig de 2014 va ser inclòs per l'entrenador de la selecció dels Països Baixos, Louis Van Gaal, a la llista preliminar de 30 jugadors per a representar aquest país a la Copa del Món de Futbol de 2014 al Brasil. Finalment va ser confirmat en la nòmina definitiva de 23 jugadors el 31 de maig.